# Plästerlegge

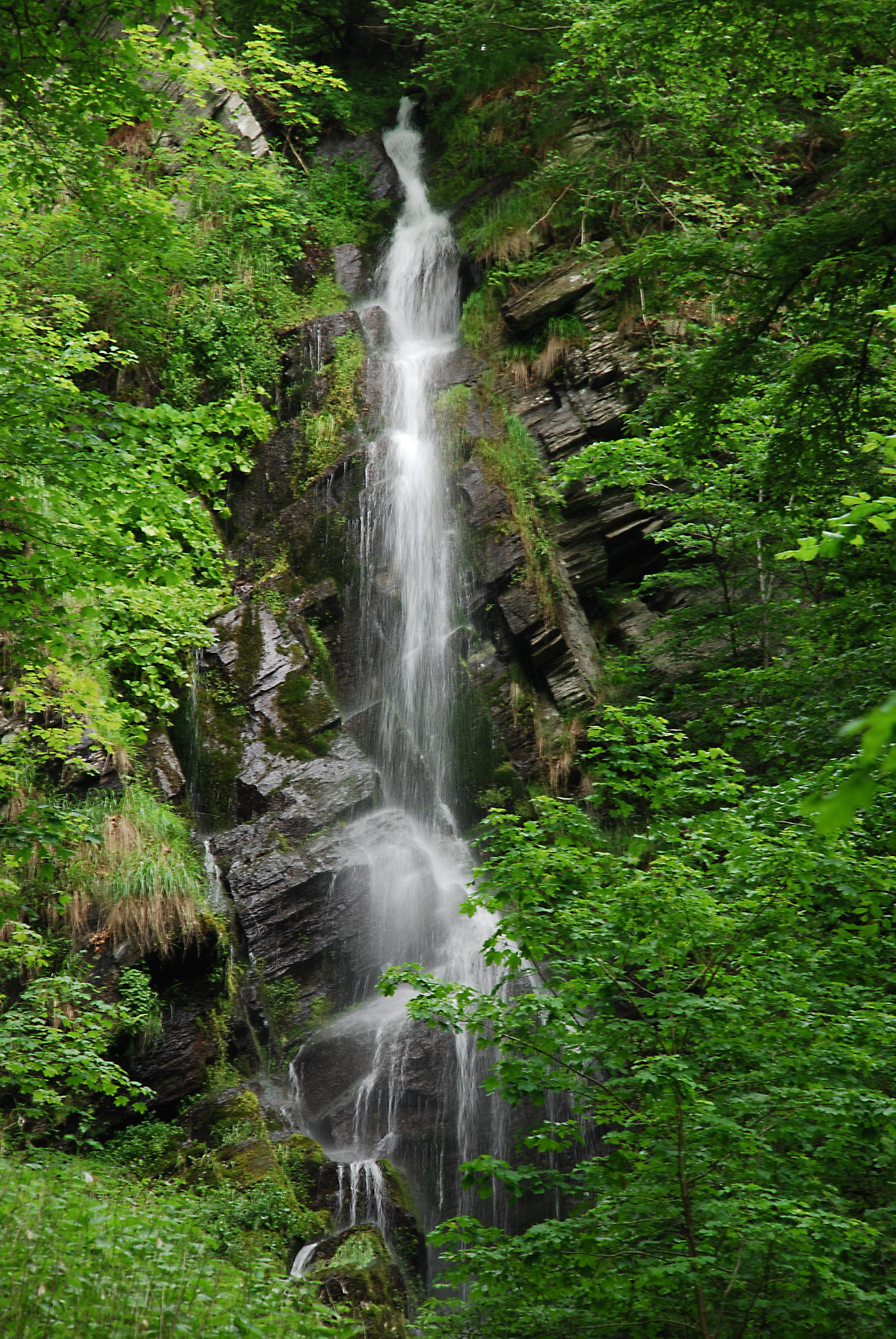
Plästerlegge, Gesamtansicht

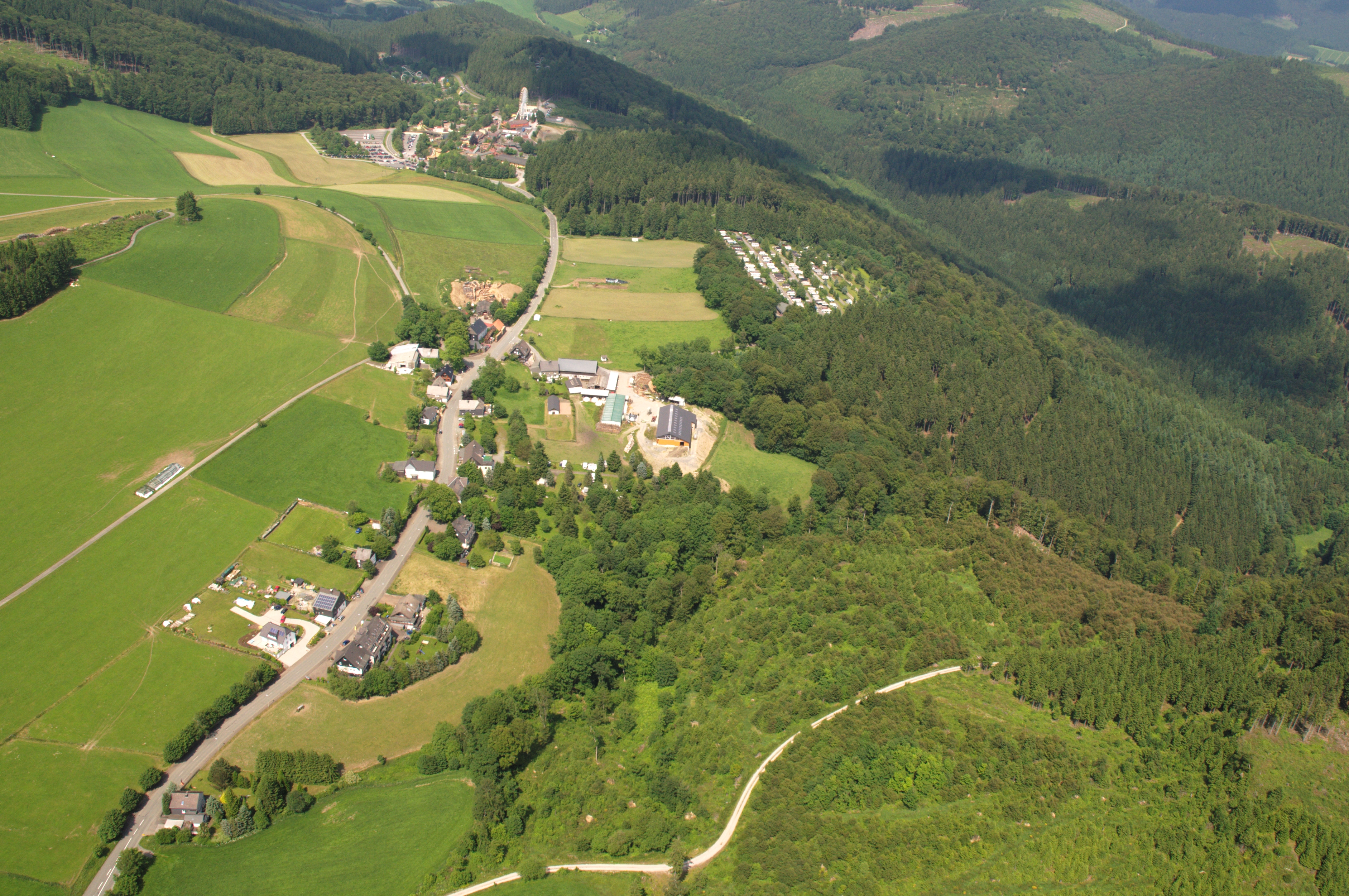
Bei Wasserfall verlässt der Bach das nach hinten führende Hochtal nach rechts zum Talkessel der Plästerlegge.

Die Plästerlegge ist der höchste natürliche Wasserfall des Sauerlandes und Nordrhein-Westfalens. Er befindet sich östlich des Bestwiger Ortsteils Wasserfall im nördlichen Rothaargebirge, das dem Rheinischen Schiefergebirge zugerechnet wird. Der steile Talkessel mit dem Wasserfall gehört zum 13,7 ha großen Naturschutzgebiet Plästerlegge – Auf’m Kipp. Der Name Plästerlegge ist eine Dialektbildung des Sauerländer Platt und bedeutet in etwa „regnender Schieferfels“, zusammengesetzt aus den Begriffen plästern („prasselnd, wolkenbruchartig regnen“) und Legge („schiefriger Fels“).
Der Wasserfall kann nach längeren Phasen trockener Witterung trockenfallen. Das Wasser fällt nach gefällearmem Oberlauf von rund 700 m Länge zunächst gut 20 m fast senkrecht über einen Felsvorsprung im Schiefergestein in einen schwach gestuften, schluchtartigen Talkessel und fließt danach etwa 500 m als Sturzbach über einen Schuttkörper, der als Rest eines Schuttgletschers aus der Weichselkaltzeit gedeutet werden kann. Das Gewässer fließt der Elpe zu, die zum Flusssystem der Ruhr, und damit des Rheins, gehört.
Am südlichen Rand des Wasserfalls findet sich ein turmartiger Aufbau. Hinter dieser Brustwehr wurde früher Bleierz aus angrenzenden Bergwerken geschmolzen. Das flüssige Blei wurde in den Wasserfall geschüttet. Beim Fallen im Wasserfall bildeten sich kleine Bleikügelchen, die sofort erkalteten. Am Fuß des Wasserfalls sind noch heute solche Bleikügelchen zu finden.

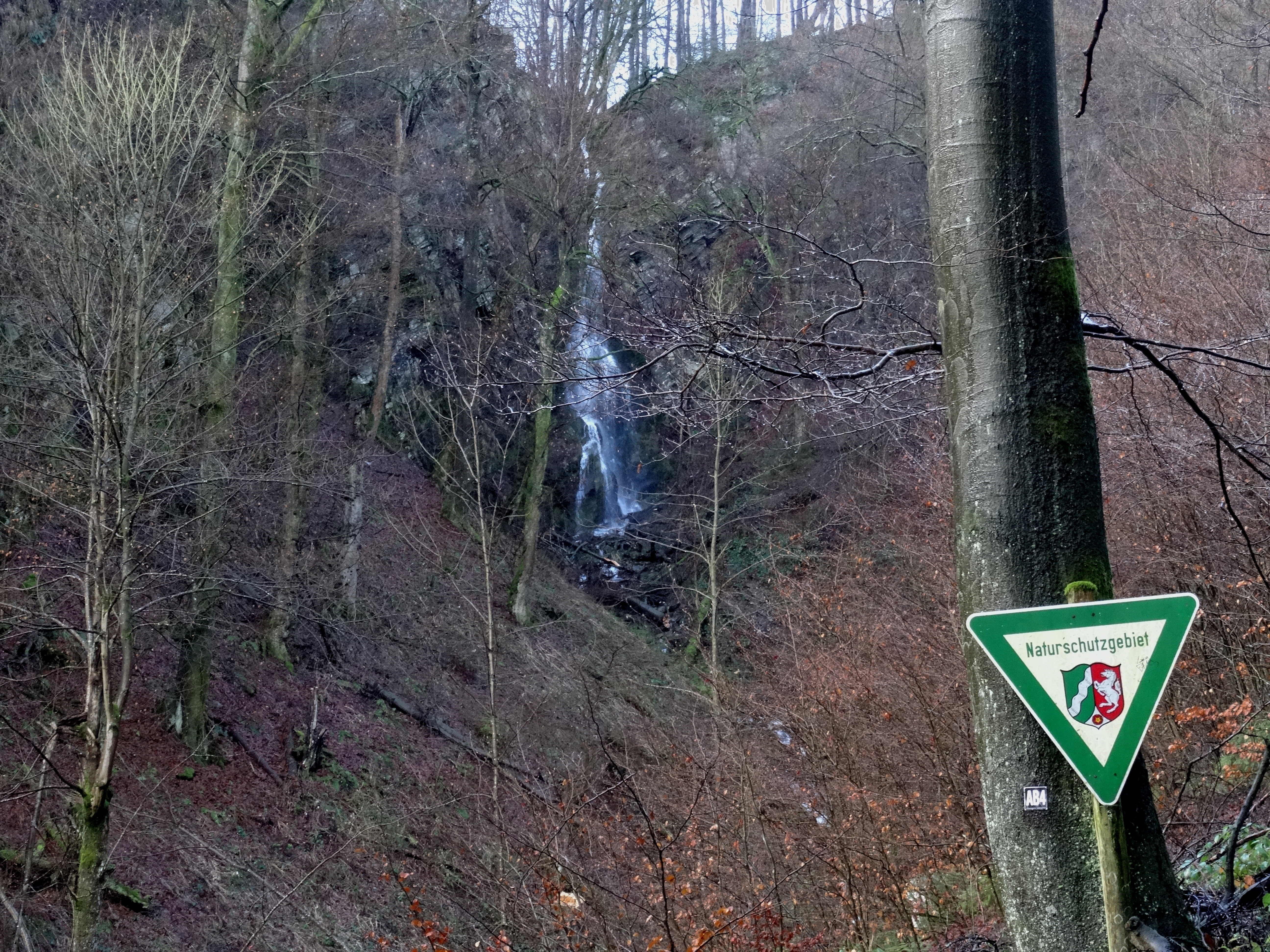
Naturschutzgebietsschild
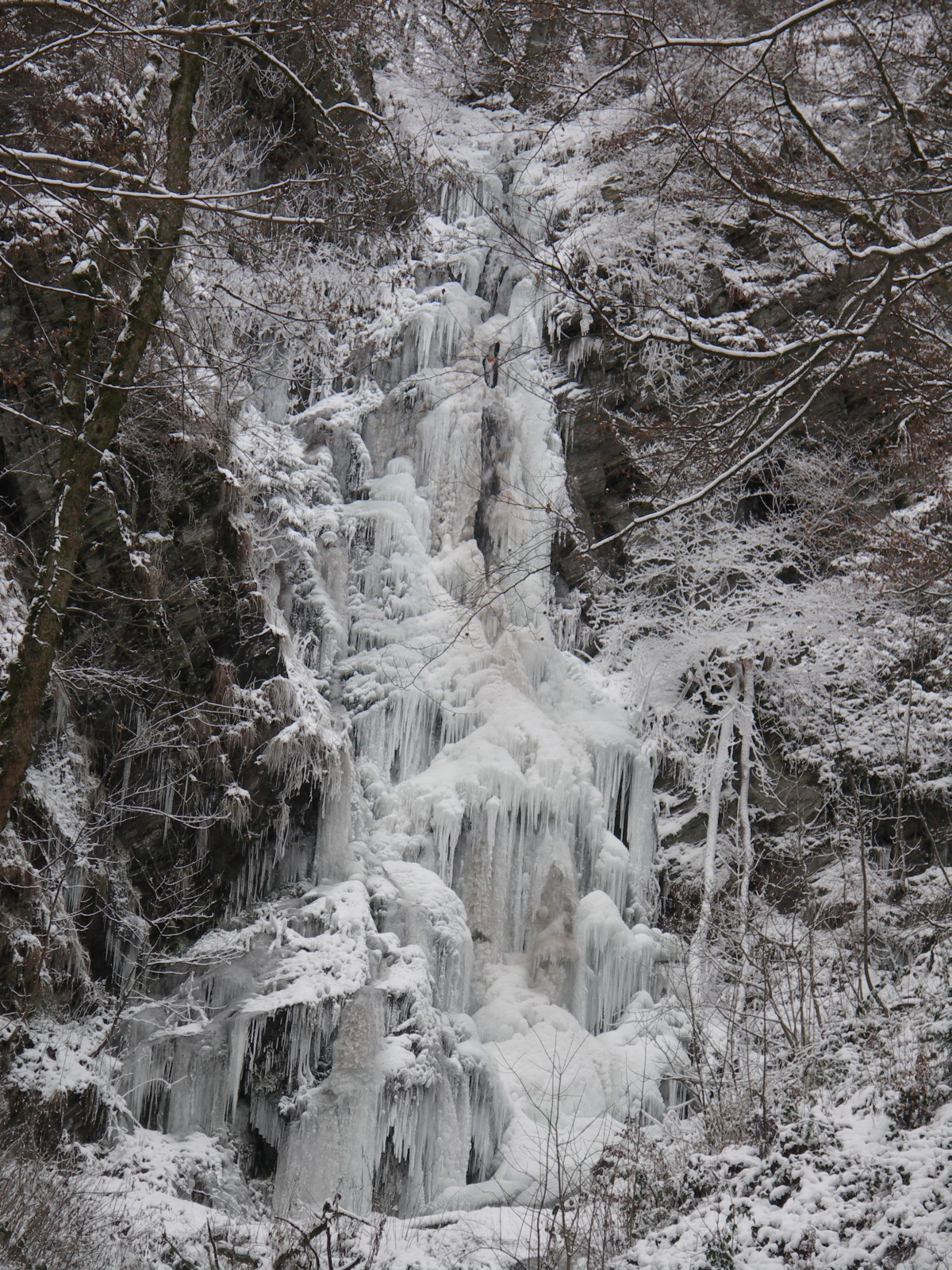
Gefrorener Wasserfall (Dezember 2009)
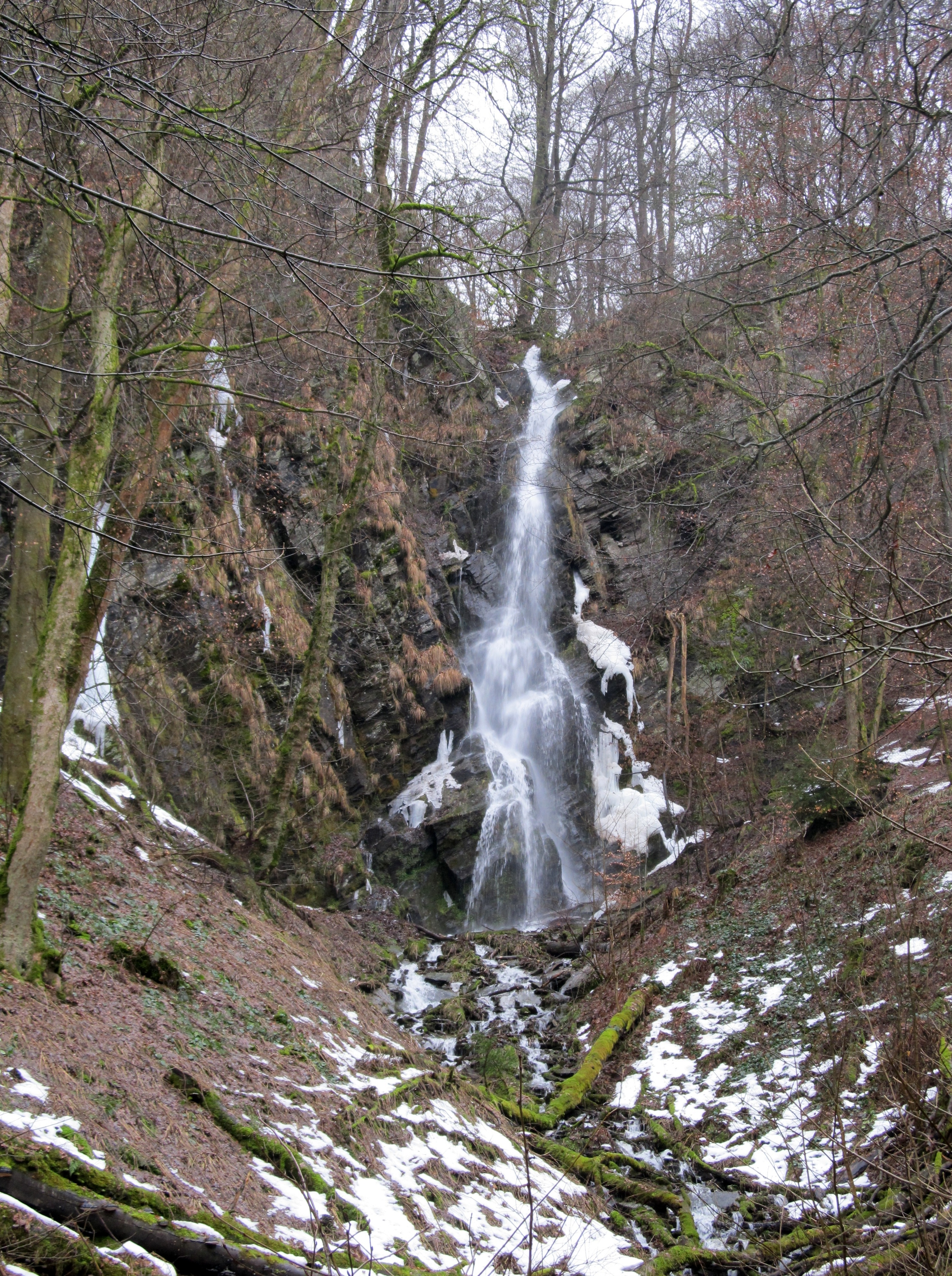
Plästerlegge bei Tauwetter (März 2013)
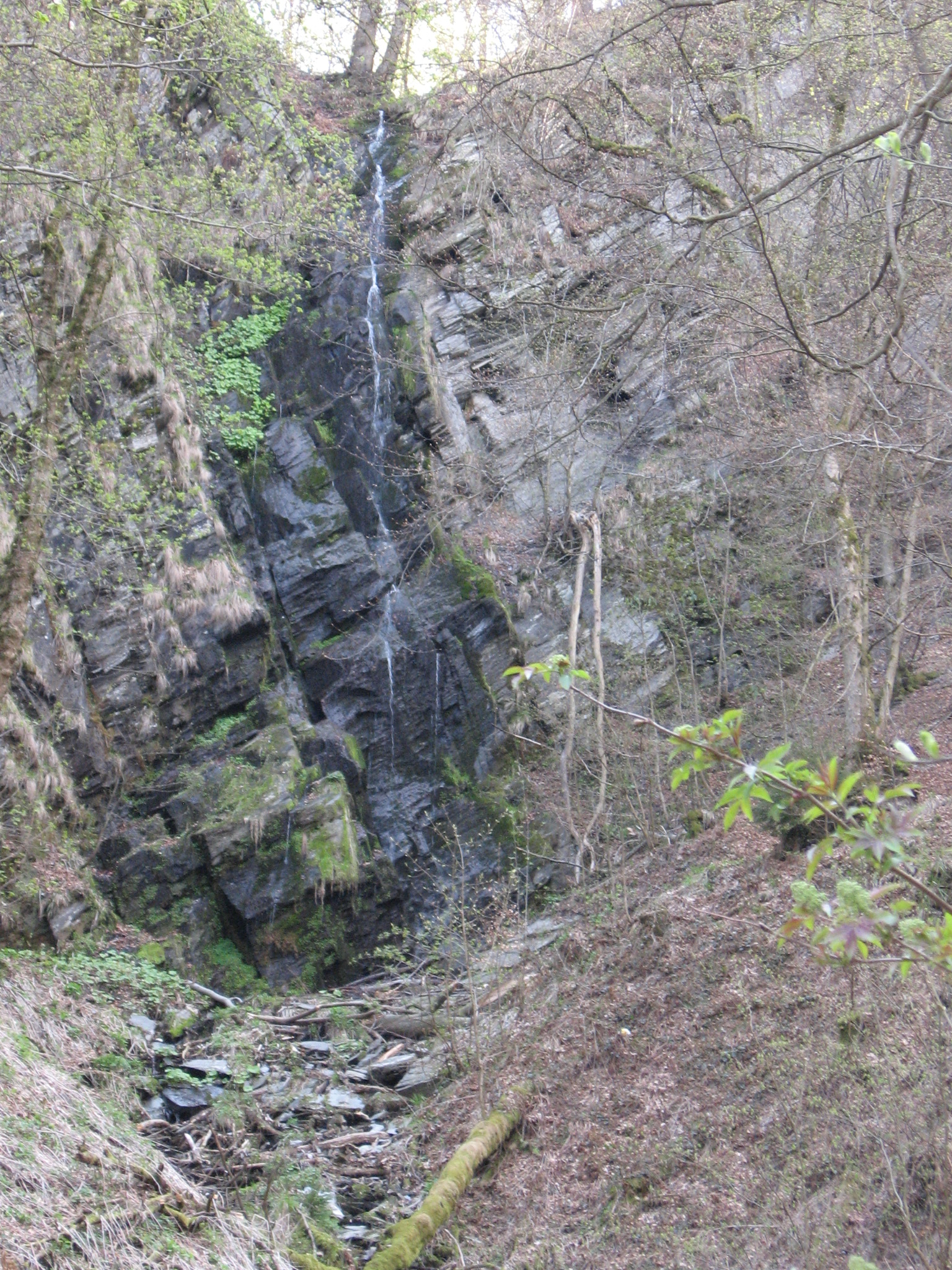
Plästerlegge mit wenig Wasser (April 2011)
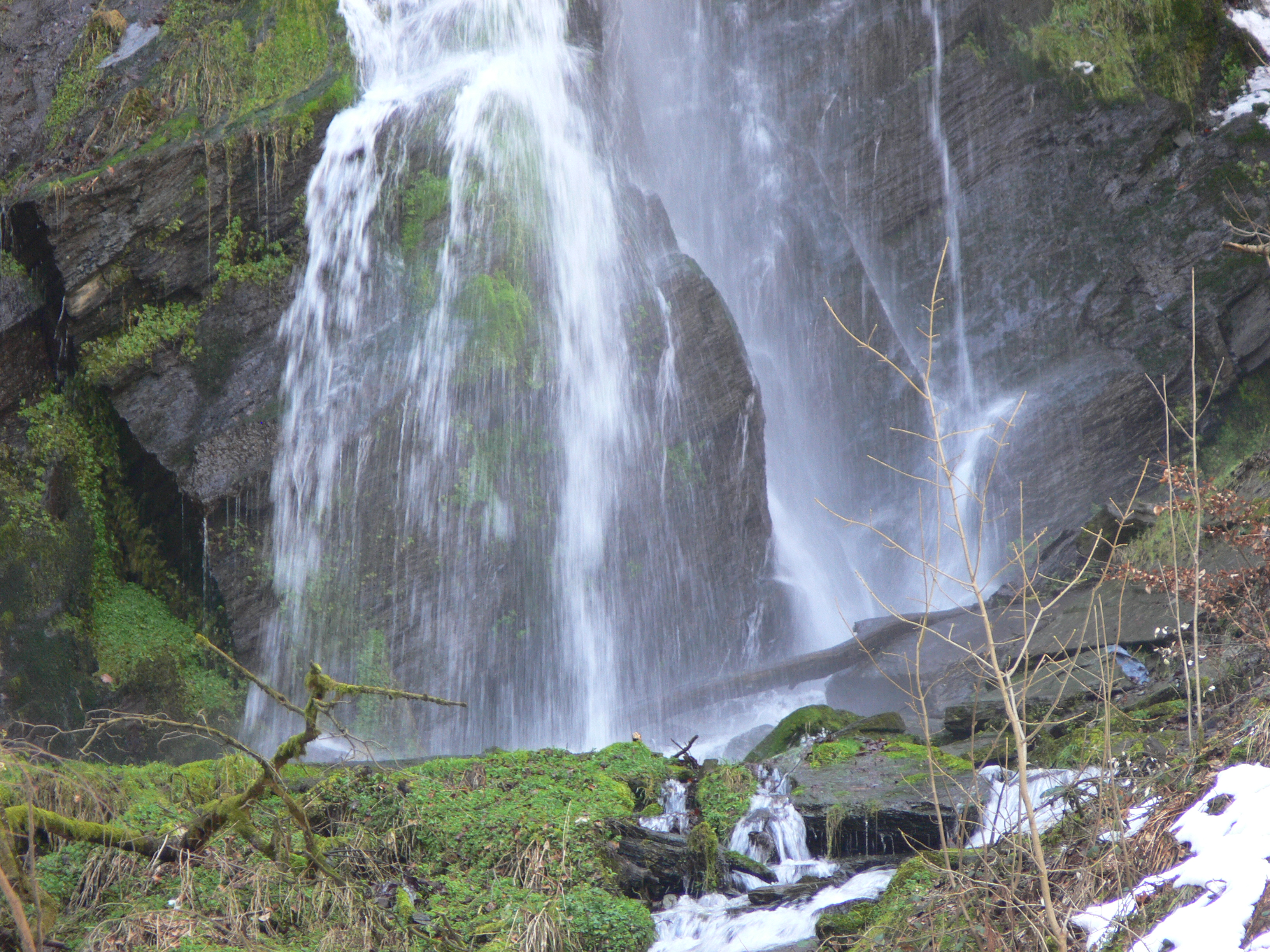
Prallzone der Plästerlegge
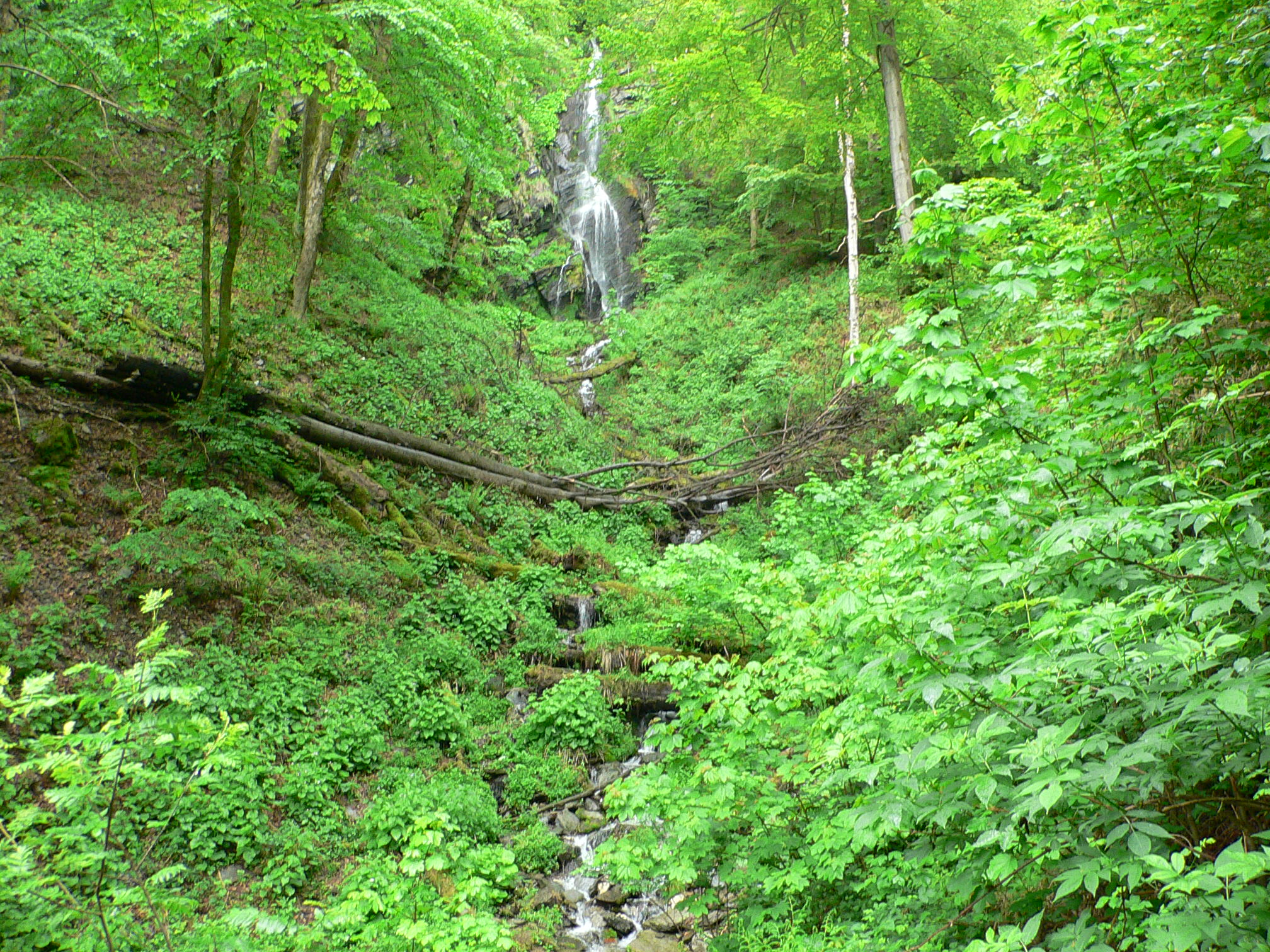
Schutthänge unterhalb des Falls und der Wände
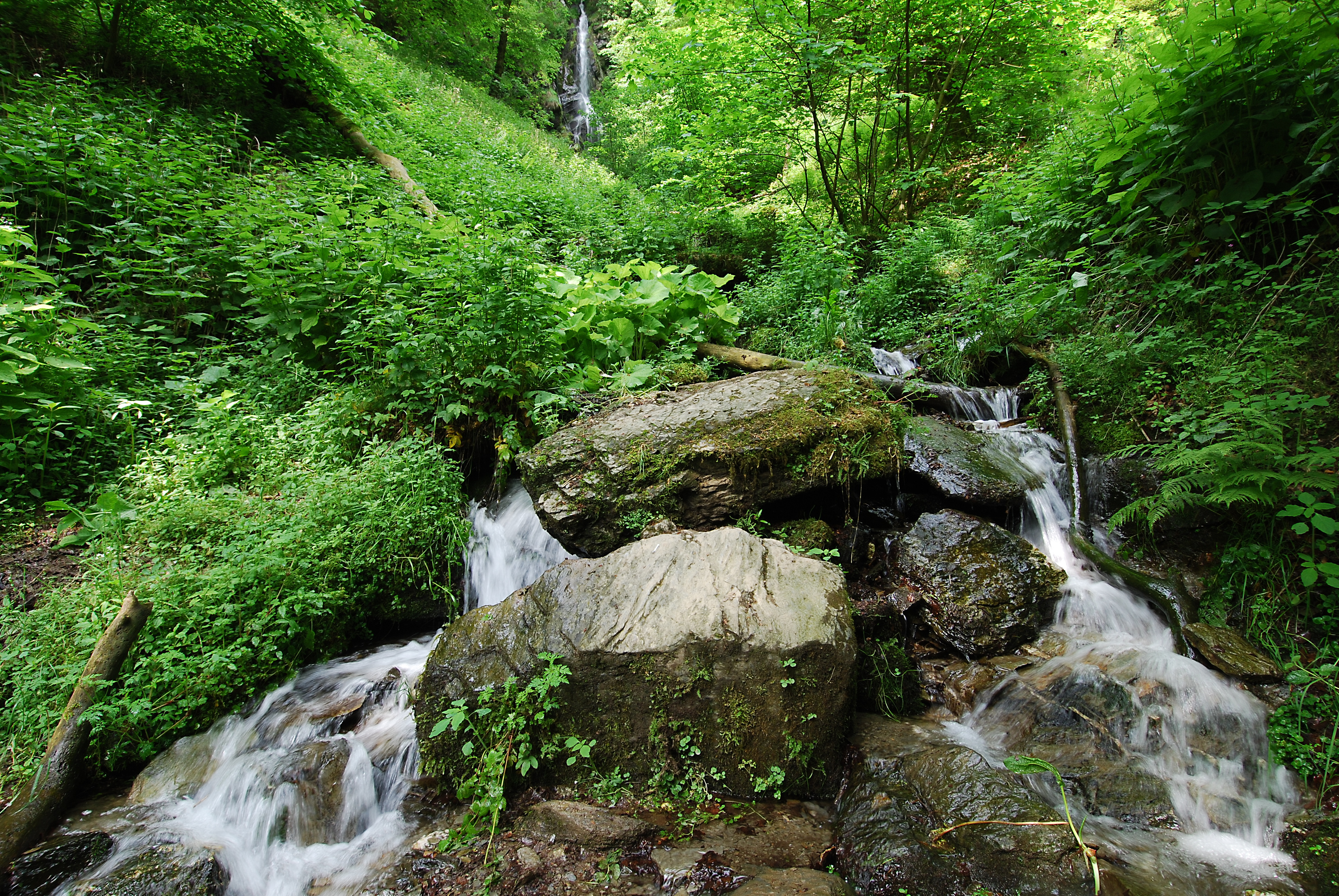
Sturzbach unterhalb der Plästerlegge